# Plastidio
I plastidi sono un gruppo di organuli cellulari specifici della cellula vegetale sede di numerosissime attività connesse al metabolismo cellulare. Possono anche essere definiti, nel loro insieme, con la locuzione sistema plastidiale. 
Si possono trovare nelle cellule dei vegetali e dei protisti fotosintetici.
Sono coinvolti sia nei processi di fotosintesi sia in quelli di accumulo.
I plastidi derivano tutti dalla stessa forma embrionale (proplastidio) e possono in molti casi trasformarsi uno nell'altro.
Si trasmettono di cellula in cellula e di generazione in generazione, moltiplicandosi esclusivamente per scissione. Una cellula non può dunque formare un plastidio dal nulla, può averne uno solo se lo ha ereditato dalla cellula dei genitori.
In base al colore possono essere distinti in:
- Cloroplasti (verdi): funzione fotosintetica. Nelle alghe i pigmenti contenuti sono diversi dalla clorofilla e alcuni autori chiamano i loro cromatofori fotosinteticamente attivi i feoplasti (nelle alghe brune) e i rodoplasti (nelle alghe rosse). Nei plastidi inoltre avviene la sintesi delle purine e delle pirimidine, degli acidi grassi e della maggior parte degli amminoacidi, composti che nella cellula animale sono prodotti nel citosol.

- Leucoplasti (incolori): funzione di riserva.

- Cromoplasti (giallo-arancio): coinvolti nella pigmentazione di fiori e frutti e con funzione vessillare.

## Struttura
I plastidi sono organuli cellulari delimitati da due membrane che formano l'involucro plastidiale. La membrana esterna è permeabile ad un elevato numero di metaboliti mentre quella interna mostra una permeabilità più selettiva e un trasporto specifico legato alla presenza di proteine veicolo. Sulle membrane sono inseriti numerosi enzimi che partecipano a vari processi metabolici.
Il trasporto è agevolato da specifici complessi di proteine veicolo: il Toc (complesso traslocatore della membrana esterna), e il  Tic (complesso traslocatore della membrana interna). 
La membrana esterna attua il riconoscimento ed il trasferimento all'esterno di composti sintetizzati all'interno, mentre la membrana interna regola il flusso di metaboliti e ioni inorganici.
All'interno dei plastidi è presente una matrice (stroma) cioè un compartimento idrofilo contenente DNA, ribosomi, precursori metabolici, prodotti finali ed enzimi abilitati al funzionamento biochimico  dell'intero organulo.
Il DNA plastidiale è un filamento circolare di 0,04mm-0,3 mm di lunghezza caratterizzato da una marcata presenza della coppia guanosina-citosina.
Avendo un DNA proprio e dei propri ribosomi i plastidi sono degli organuli semi-autonomi in quanto possono sintetizzare delle proteine indipendentemente dall'informazione genetica del genoma nucleare.

## Origine
Si pensa che l'origine di questi organuli sia legata alla teoria endosimbiontica mediante la fagocitosi da parte di un organismo procariota di un batterio fotosintetico. 
Nella cellula i plastidi possono avere origine da un altro plastidio o da un proplastidio. 
I proplastidi sono i precursori degli altri plastidi e sono sempre presenti nell'embrione e nei tessuti meristematici delle piante.

## Cloroplasti
I cloroplasti sono la sede della fotosintesi, sono presenti in tutti gli organismi fotosintetici (alghe e piante) e sono di solito localizzati nei tessuti esposti alla luce. 
La forma dei cloroplasti può variare molto e soprattutto nelle alghe si possono ritrovare forme varie (es. a nastro, ellissoidali). Anche il loro numero può variare da uno a molti.
I cloroplasti in organi che vengono fatti crescere al buio arrestano la loro differenziazione e vengono definiti ezioplasti.

## Leucoplasti
Sono plastidi incolori, adibiti per lo più a funzioni di riserva. Sono localizzati in tessuti di organi non esposti alla luce (es. radici e organi sotterranei, semi).
In base alla sostanza accumulata come riserva possono distinguersi in:
- Lipidoplasti: accumulano i lipidi, possono contenere gocce di olio
- Proteinoplasti: accumulano proteine; le inclusioni sono chiamate corpi proteici e sono circondati da una membrana
- Amiloplasti e statoliti: accumulano amido secondario. I secondi partecipano al riconoscimento dello stimolo gravitropico da parte della pianta.

## Cromoplasti
Sono plastidi a maturità sprovvisti di clorofilla in grado di sintetizzare e accumulare carotenoidi o xantofille. Sono localizzati in organi colorati (es. frutti, fiori).
Possono derivare:
- da proplastidi o da leucoplasti (es. nella barbabietola e nella carota)
- dai cloroplasti in seguito a demolizione della clorofilla, sintesi dei carotenoidi e scomparsa del sistema lamellare (es. nel pomodoro).